# Arnd Klawitter
Arnd Klawitter (* 26. Juli 1968 in Hamburg) ist ein deutscher Film-, Fernseh- und Theaterschauspieler.

## Leben
Nach der Ausbildung an der Otto-Falckenberg-Schule in München war Klawitter zunächst 1994/95 Ensemblemitglied der Münchner Kammerspiele, anschließend bis 2001 am Staatstheater Stuttgart. Seitdem arbeitet er freischaffend und hat unter anderem am Schauspielhaus Zürich, am Deutschen Theater Berlin und am Bayerischen Staatsschauspiel gastiert. Bei der RuhrTriennale 2007 war er in der Uraufführung von Juli Zehs Corpus delicti zu sehen.
Neben seiner Bühnentätigkeit hat er von Anfang an auch in Kino- und Fernsehfilmen mitgewirkt, so beispielsweise in der Komödie Nach Fünf im Urwald, in Caroline Links Pünktchen und Anton, in dem U-Boot-Film U-571 neben Matthew McConaughey und Jon Bon Jovi, in dem Doku-Drama Deutschlandspiel von Hans-Christoph Blumenberg, in dem Filmdrama Hitlerkantate und dem RTL-Mehrteiler Die Sturmflut. 2007 war Klawitter im Film GG 19 zu sehen – einem Episodenfilm über das Grundgesetz, und zwar in dem Beitrag zu Art. 1 GG.
Klawitter spielte Hauptrollen in dem ZDF-Fernsehfilm Der falsche Tod (2007) zum Thema Sterbehilfe und der Science-fiction-Satire Innere Werte (2007). Klawitter wird außerdem häufig in Fernsehkrimis eingesetzt, so schon mehrfach im Tatort, sowie in Folgen der Serien Großstadtrevier, Polizeiruf 110, Notruf Hafenkante, Der Dicke, Doppelter Einsatz, Der Elefant – Mord verjährt nie, Der Bulle von Tölz, Bloch, Mord mit Aussicht, Post Mortem, KDD – Kriminaldauerdienst. Seinen bisher größten Leinwanderfolg hatte er mit der Hauptrolle des Esau Matt in der mit dem Grimme-Preis ausgezeichneten Strittmatter-Verfilmung Der Laden neben Martin Benrath. Während Klawitter zunächst auf den jugendlichen Helden festgelegt schien, spielte er in den vergangenen Jahren vermehrt Charakterrollen und gebrochene Figuren.
Durchgehende Rollen hatte er 2008–2014 in Mord mit Aussicht und 2014–2016 in Dr. Klein.
Mit der Schauspielerin Julika Jenkins hat er einen Sohn.

## Filmografie (Auswahl)
- 1994: Derrick (Fernsehserie, Folge Das Thema)
- 1995: Nach Fünf im Urwald
- 1996: Helden haben’s schwer
- 1997: Es geschah am hellichten Tag
- 1998: Schlosshotel Orth (Fernsehserie, Folge Sieg der Liebe)
- 1998: Der Laden (Miniserie)
- 1999: Pünktchen und Anton
- 1999: Tatort – Bienzle und der Zuckerbäcker (Fernsehreihe)
- 1999: Tatort – Fluch des Bernsteinzimmers
- 2000: U-571
- 2000: Deutschlandspiel
- 2002: Tatort – Alibi für Amelie
- 2003: So schnell du kannst
- 2004: Polizeiruf 110 – Das Zeichen (Fernsehreihe)
- 2004: Der Elefant – Mord verjährt nie (Fernsehserie, Folge Der Lügner)
- 2005: Der Dicke (Fernsehserie, Folge Glaubt mir doch)
- 2005: Die Hitlerkantate
- 2005: Tatort – Dunkle Wege
- 2006: Es war Mord und ein Dorf schweigt
- 2006: Die Sturmflut
- 2006: Die Familienanwältin (Fernsehserie, Folge Hinter dem Spiegel)
- 2006–2013: Großstadtrevier (Fernsehserie, verschiedene Rollen, 2 Folgen)
- 2007: Notruf Hafenkante (Fernsehserie, Folge Das schwarze Kleid)
- 2007: Bloch – Der Kinderfreund (Fernsehreihe)
- 2008–2014: Mord mit Aussicht (Fernsehserie, 18 Folgen)
- 2008: Post Mortem (Fernsehserie, Folge Einsame Herzen)
- 2008: Die Pfefferkörner (Fernsehserie, Folge Tödliches Serum)
- 2008: KDD – Kriminaldauerdienst (Fernsehserie, Folge Im Zwielicht)
- 2008: Der Bulle von Tölz: Der Kartoffelkönig
- 2008: Küstenwache (Fernsehserie, Folge Entscheidung aus Verzweiflung)
- 2008: Tatort – Wolfsstunde
- 2009: Tatort – Schiffe versenken
- 2009: Liebe Mauer
- 2010: Wie ein Licht in der Nacht
- 2010: Das rote Zimmer
- 2010: Tatort – Leben gegen Leben
- 2010; 2014: Der Staatsanwalt (Fernsehserie, verschiedene Rollen, 2 Folgen)
- 2011: Allein gegen die Zeit
- 2011: Tatort – Der illegale Tod
- 2011: Tatort – Der Tote im Nachtzug
- 2011: Tatort – Eine bessere Welt
- 2011: Tatort – Grabenkämpfe
- 2012: Tatort – Es ist böse
- 2012: 2 für alle Fälle – Manche mögen Mord
- 2012: München 72 – Das Attentat
- 2012: Oh Boy
- 2012: Kommissarin Lucas – Bombenstimmung (Fernsehreihe)
- 2013: Harry nervt
- 2013: Eine unbeliebte Frau – Ein Taunuskrimi (Fernsehreihe)
- 2013: Marie Brand und die offene Rechnung (Fernsehreihe)
- 2014: Josephine Klick – Allein unter Cops (Fernsehserie, Folge Strich)
- 2014–2016: Dr. Klein (Fernsehserie, 27 Folgen)
- 2015: Herr von Bohlen privat
- 2015: Unter Gaunern (Fernsehserie, Folge Die Not am Mann)
- 2015: Weinberg (Fernsehsechsteiler)
- 2015: Das beste aller Leben
- 2015: Der Nachtmahr
- 2015: Eine wie diese
- 2015: Homeland (Fernsehserie, Folge Das Ziel ist Berlin)
- 2015: Weissensee (Fernsehserie, 6 Folgen)
- 2016: Tatort – Der große Schmerz
- 2016: Tatort – Fegefeuer
- 2016: Tödliche Gefühle
- 2016: Wunschkinder
- 2016: SOKO Leipzig (Fernsehserie, Folge Heimatlos)
- 2017: Kommissar Dupin – Bretonische Flut (Fernsehreihe)
- 2017: Zwischen Himmel und Hölle
- 2017: Tatort – Auge um Auge
- 2017: Zwei im falschen Film
- 2017–2020: Dark (Fernsehserie, 6 Folgen)
- 2018: Gladbeck (Fernsehfilm, Zweiteiler)
- 2018: Das Joshua-Profil
- 2018: Die ALDI-Brüder (Dokumentarfilm)
- 2019: Tatort – Spieglein, Spieglein
- 2019: Kommissarin Lucas – Polly (Fernsehreihe)
- 2019: Wilsberg – Ins Gesicht geschrieben (Fernsehreihe)
- 2019: Erzgebirgskrimi – Der Tote im Stollen
- 2019: Charlotte Link – Im Tal des Fuchses (Fernsehfilm)
- 2019: Schwarzach 23 und das mörderische Ich (Fernsehfilm)
- 2020: Der Staatsanwalt: Null Toleranz (Fernsehfilm)
- 2020: Der Alte (Fernsehserie, Folge Kalte Wasser)
- 2020: Drinnen – Im Internet sind alle gleich (Fernsehserie, 3 Folgen)
- 2020: Sløborn (Fernsehserie, 8 Folgen)
- 2021: Tatort – Borowski und die Angst der weißen Männer
- 2022: Die Wannseekonferenz (Fernsehfilm)
- 2022: ZERV – Zeit der Abrechnung
- 2022: Ein starkes Team: Abgestürzt (Fernsehreihe)
- 2022: Martha Liebermann – Ein gestohlenes Leben
- 2022: Lauchhammer – Tod in der Lausitz (Fernsehserie, 6 Folgen)
- 2022: Das Wunder von Kapstadt (Fernsehfilm)
- 2025: Die Affäre Cum-Ex (Fernsehserie)

## Hörspiele
- 2013: Chris Ohnemus: Ein Zeichen von Großzügigkeit – Regie: Martin Zylka (SR/RB/WDR)
- 2020: Madeleine Giese: ARD-Radiotatort: Wetterleuchten – Regie: Matthias Kapohl (SRF)
- 2021: Teresa Dopler: Unsere blauen Augen (Nr. 2) – Regie: Stefan Kanis (MDR)
- 2023: Cordula Dickmeiß: Helden wie Opa und ich – Regie: Cordula Dickmeiß (Deutschlandfunk Kultur)

## Auszeichnungen
- 2014: Deutscher Schauspielerpreis in der Kategorie Bester Schauspieler in einer komödiantischen Rolle für Oh Boy (Regie: Jan-Ole Gerster) und für Harry nervt (Regie: Bruno Grass)[2]